# Фамен, Пьер-Ноэль
Фамен, Пьер-Ноэль (1740, Париж — 1830, Париж) — французский учёный и драматург.

## Биография
С отличием окончил учёбу в Горкурском колледже, где специализировался на физике, праве и богословии, после чего некоторое время работал прокурором, а в 1772 году принял духовный сан и был назначен кюре в Саннуа. В 1780 году стал воспитателем и домашним учителем малолетних детей герцога Орлеанского. С 1783 по 1798 год вёл при Пале-Рояле курс лекций по физике, которые были открыты для всех и бесплатны. После начала в 1789 году Великой Французской революции сопровождал по Франции баронессу Крюден и её детей. С 1798 года работал в Версальском музее.
Главные научные работы и пьесы его авторства: «Cours abrégé de physique expérimentale» (Париж, 1791); «Considérations sur le danger des lumières trop vives pour l’organe de la vue» (1802); «L’obligeant maladroit» (1792, комедия в трёх актах); «Les deux perdrix» (комедия в одном акте); «Carmen pacis» (1801); «Divertissements en prose mêlés de chants» (1802); «Mes opuscules et amussements littéraires» (1821). Кроме того, Фамен выполнил перевод на французский язык «School of scandal» Шеридана.